# Dimanche soir
Dimanche soir est une émission de télévision française diffusée sur France 3 de 1994 à 1997, présentée par Christine Ockrent et Gilles Leclerc, avec la participation de Serge July et Philippe Alexandre. L'émission a été reconduite pour la saison 1997-1998 avec une nouvelle formule.

## Présentation
Comme son prédécesseur, À la une sur la 3, l'émission Dimanche soir parlait de l'actualité du jour et de politique, étant diffusée le dimanche soir après le journal Soir 3.

## Parodie
Malgré son heure de diffusion tardive, et donc sa faible audience, cette émission a été répétitivement parodiée par l’émission satirique Les Guignols de l'info, où les personnages de Serge July et Philippe Alexandre étaient campés en tant que clients avinés d'un bar, discutant de l'actualité façon « café du commerce » et réclamant sans cesse de l'alcool de poire et des cacahuètes à la « tenancière » Christine Ockrent (« Je suis d'accord avec Cherge ! Allez, M'ame Krissine, fais péter une poire et des cahuètes ! »), cette dernière finissant invariablement par baisser le rideau de l'établissement pour faire déguerpir ses clients.